# Gryllus ambulator
Gryllus ambulator är en insektsart som beskrevs av Henri Saussure 1877. Gryllus ambulator ingår i släktet Gryllus och familjen syrsor. Inga underarter finns listade i Catalogue of Life.